# Esperantské muzeum
| Esperanto |  |
| |  |
| Jazyk |  |
| |  |
| - Akademie esperanta - Gramatika - Slovníky - Esperantologie - Abeceda - Číslovky - Fundamento - lernu! - Letní škola esperanta                                                                             |  |
| |  |
| Organizace |  |
| |  |
| - UEA - TEJO - E@I - EEU - SAT - Český esperantský svaz - Česká esperantská mládež - Esperantské kluby - Katolíci                                                                                           |  |
| |  |
| Dějiny |  |
| |  |
| - Ludvík Lazar Zamenhof - Časová osa - Buloňská deklarace - Ido-schizma - Krize ata/ita - Neutrální Moresnet - Interhelpo - Pražský manifest - Bona Espero - Esperantské město                              |  |
| |  |
| Kultura |  |
| |  |
| - Esperantská setkání - Pasporta Servo - Hudba - Rozhlas - Finvenkismus - Homaranismus - Kabei - Politika - La Espero - Stelo - Symboly (vlajka) - UK - IJK - Esperantista - Rodilí mluvčí - Zamenhofův den |  |
| |  |
| Literatura |  |
| |  |
| - Autoři - Esperantské časopisy - Esperantské slovníky - PIV - Wikipedie - KAEST |  |
| |  |
| Úhly pohledu |  |
| |  |
| - Propedeutická hodnota - Srovnání s idem - Srovnání s interlinguou - Reformy - Odpor vůči esperantu |  |

Esperantské muzeum (též muzeum esperanta) je muzeum, které se tematicky zaměřuje na mezinárodní jazyk esperanto, esperantské hnutí a esperantskou kulturu. Často bývá spojeno s esperantskou knihovnou.
Esperantská muzea nejen sbírají různé předměty a materiály (jako knihy a archiválie), ale také je prezentují ve stálých expozicích podle různých plánů a programů. 
Rozlišit mezi muzeem, knihovnou a archivem není vždy snadné. Často jde o kombinaci některých z těchto typů institucí.

## Seznam esperantských muzeí
- Esperantské muzeum a sbírka plánových jazyků ve Vídni (součást Rakouské národní knihovny) vlastní nejkompletnější muzejní sbírku o esperantu a interlingvistice na světě.
- Muzeum esperanta ve Svitavách sestává z expozice o esperantském hnutí a knihovny.
- Národní esperantské muzeum v Gray má veřejný archiv, depozit dokumentů a stálou expozici o esperantu.
- Španělské esperantské muzeum v Sant Pau d'Ordal bylo otevřeno v roce 1968 a má ve svých sbírkách impozantní množství 8 400 knih, 12 315 ročenek a 2 485 periodik (podle statistiky z roku 1993).
- Centrum Ludvíka Zamenhofa v Białystoku bylo otevřeno v roce 2009 při příležitosti Světového kongresu esperanta a 150. narozenin tvůrce esperanta Ludvíka Lazara Zamenhofa.
- Na internetu sídlí Internetové muzeum UEA, které je součástí webových stránek Světového esperantského svazu a obsahuje množství materiálů z Knihovny Hectora Hodlera, která je největší esperantskou knihovnou na světě.

### Podobná muzea
- Městské muzeum v České Třebové má vlastní sbírku dějin esperanta.